# Nélio Lobato
Nélio Dacier Lobato, ou simplesmente Nélio Lobato, (Belém, 3 de junho de 1919 – Belém, 12 de janeiro de 1997) foi um militar, engenheiro civil, engenheiro militar e político brasileiro, outrora deputado federal pelo Pará e prefeito de Belém.

## Dados biográficos
Filho de Jaime Dacier Lobato e Zélia Machado Lobato. Sentou praça na Escola Militar do Realengo em 1940 e tornou-se oficial de Infantaria do Exército e foi guarda presidencial no Palácio Rio Negro durante o segundo mandato de Getúlio Vargas. Formado em Engenharia Civil e Engenharia Militar no Instituto Militar de Engenharia em 1952, presidiu a Comissão de Localização da Nova Capital, foi superintendente regional da Petrobras na Amazônia e diretor-presidente da Companhia Docas do Pará, tendo como primeira filiação partidária, a ARENA.
Nomeado prefeito de Belém pelo governador Fernando Guilhon em 1971, elegeu-se deputado federal via MDB em 1978, migrando para o PP após a restauração do pluripartidarismo em 1980. Quando seu novo partido foi incorporado ao PMDB, ingressou no PDS e candidatou-se a reeleição em 1982, figurando como segundo suplente. A partir de então, dedicou-se somente à pecuária.